# Алихова, Анна Епифановна
Анна Епифановна Алихова (Воеводская; 14 июля 1902 года, Москва — 30 июня 1989 года, Москва) — советский археолог, кандидат исторических наук, научный сотрудник Института археологии АН СССР, специалист по истории и этнографии мордвы.

## Биография
Родилась в Москве 14 июля 1902 года в семье банковского служащего и владелицы небольшой швейной мастерской. В 1917 году, завершив учёбу в гимназии, поступает на физико-математический факультет Московского государственного университета им. Ломоносова (МГУ).
С 1922 года участвует в экспедициях Отделения антропологии и этнографии Университета под руководством известного археолога и антрополога профессора Б. С. Жукова. Одной из которых стало полевое исследование города Ветлуги на одноимённой реке.
В 1930 году заканчивает экстерном обучение на кафедре антропологии МГУ. После чего, до 1934 года, работает в Московском областном музее. Затем, с 1934 по 1935 год — в московской секции Государственной Академии истории материальной культуры (МОГАИМК). С 1935 по 1938 год работает научным сотрудником в Государственном историческом музее (ГИМ). В 1938 году переходит на должность лаборантки кафедры археологии исторического факультета МГУ.
Во время Великой Отечественной войны с 1941 по 1943 год была эвакуирована в Ташкент, где работала учителем средней школы. Вернувшись в Москву, в 1943 году поступает в аспирантуру при Институте истории материальной культуры (ИИМК).
С 1947 года, защитив кандидатскую диссертацию «Мордовские могильники X—XIV веков» и получив ученую степень кандидата исторических наук, работает сначала младшим, а затем старшим научным сотрудником в Институте археологии АН СССР. В это время начала заниматься раскопками и изучением ряда городищ раннего железного века в Курской области. С 1950 по 1956 год в составе Куйбышевской археологической экспедиции возглавляла отряд по исследованию зоны затопления Куйбышевской (ныне Жигулёвской) ГЭС.
Позже ведет раскопки в Пензенской области в районе села Наровчат, на месте которого в XIV веке находился город Мохша. В конце 1960-х годов Анна Алихова возобновила исследования новых археологически памятников в Курской области.
Продолжала заниматься научной деятельностью и публиковать результаты своих исследований и после выхода на пенсию в 1963 году.

## Личная жизнь
- Муж Михаил Вацлавович Воеводский[3] — известный советский археолог, кандидат исторических наук. Умер 23 октября 1948 года[6].

## Основные публикации
- Alikhova A. E., Préobrazenski S. Sur quelques modifications chronologiques de la civilisation de Mordva-Mokcha (Données préliminaires, tirées des fouilles des nécropoles mokchaniennes dans la région de Penza) (фр.) // Eurasia Septentrionalis Antiqua. — Helsinki, 1929. — Nid. IV. — S. 332—339.
- Алихова А. Е. Куликовский могильник // Советская археология. — М.—Л.: Изд-во АН СССР, 1948. — Т. X. — С. 271—290.
- Алихова А. Е. К вопросу о буртасах // Советская этнография. — 1949. — № 1. — С. 48—57.
- Алихова А. Е. Мордовские могильники X—XIV веков // Краткие сообщения Института истории материальной культуры. — М.—Л.: Изд-во АН СССР, 1949. — Вып. XXV. — С. 137—138.
- Алихова А. Е. Выхватинский могильник // Краткие сообщения Института истории материальной культуры. — М.—Л.: Изд-во АН СССР, 1949. — Вып. XXVI. — С. 69—75.
- Алихова А. Е. Мордва и мурома // Краткие сообщения Института истории материальной культуры. — М.—Л.: Изд-во АН СССР, 1949. — Вып. XXX. — С. 26—30.
- Воеводский М. В., Алихова-Воеводская А. Е. Авдеевская палеолитическая стоянка (по материалам раскопок 1948 г.) // Краткие сообщения Института истории материальной культуры. — М.—Л.: Изд-во АН СССР, 1950. — Вып. XXXI. — С. 7—16.
- Алихова А. Е. Авдеевское селище // Краткие сообщения Института истории материальной культуры. — М.—Л.: Изд-во АН СССР, 1951. — Вып. XXXVIII. — С. 106—112.
- Алихова А. Е. Муранский могильник и селище // Труды Куйбышевской археологической экспедиции. — М.: Изд-во АН СССР, 1954. — Т. I. — С. 259—301.
- Алихова А. Е. К вопросу о датировке двух городищ у села Юхнова // Краткие сообщения Института истории материальной культуры. — М.: Изд-во АН СССР, 1956. — Вып. 65. — С. 31—41.
- Алихова А. Е. Некоторые хронологические и племенные отличия в культуре мордвы конца I и начала II тысячелетия н. э. // Советская археология. — 1958. — № 2. — С. 66—77.
- Алихова А. Е. Особый тип сооружений на городище Кузина гора // Советская археология. — 1958. — № 3. — С. 197—201.
- Алихова А. Е. Комаровское поселение у Моечного озера // Труды Куйбышевской археологической экспедиции. — М.: Изд-во АН СССР, 1958. — Т. II. — С. 157—180.
- Алихова А. Е., Жиганов М. Ф., Степанова П. Д. Из древней и средневековой истории мордовского народа. — Саранск: Мордовское книжное изд-во, 1959. — 208 с. — (Археологический сборник. — Т. 2).
- Алихова А. Е. К вопросу о хронологии древних городищ Курского Посеймья // Краткие сообщения Института истории материальной культуры. — М.: Изд-во АН СССР, 1959. — Вып. 77. — С. 15—20.
- Алихова А. Е. Памятники срубной культуры Самарской луки // Труды Куйбышевской археологической экспедиции. — М.: Изд-во АН СССР, 1960. — Т. III. — С. 96—119.
- Алихова А. Е. Поселение у села Русская Бектяшка Ульяновской области // Труды Куйбышевской археологической экспедиции. — М.: Изд-во АН СССР, 1960. — Т. III. — С. 128—130.
- Алихова А. Е. Русский поселок XIII—XIV веков у села Березовка // Труды Куйбышевской археологической экспедиции. — М.: Изд-во АН СССР, 1960. — Т. III. — С. 195—209.
- Алихова А. Е. Древние городища Курского Посеймья // Лесостепные культуры скифского времени. — М.: Изд-во АН СССР, 1962. — С. 86—129.
- Алихова А. Е. Моисеевское городище в период Киевской Руси // Краткие сообщения Института археологии. — М.: Изд-во АН СССР, 1962. — Вып. 87. — С. 83—87.
- Алихова А. Е. Авдеевское селище и могильник // Славяне накануне образования Киевской Руси. — М.: Изд-во АН СССР, 1963. — С. 68—84.
- Алихова А. Е. Распад первобытнообщинных отношений и становление феодальных отношений у мордвы // Этногенез мордовского народа. — Саранск: Мордовское книжное изд-во, 1965. — С. 62—68.
- Алихова А. Е. Среднеапочкинские курганы и поселение // Краткие сообщения Института археологии. — М.: Наука, 1967. — Вып. 112. — С. 45—48.
- Алихова А. Е. Гончарные горны города Мохши-Наручадь (Наровчат Пензенской области) // Краткие сообщения Института археологии. — М.: Наука, 1969. — Вып. 120. — С. 78—80.
- Алихова А. Е. Мавзолеи города Мохши — Наровчата // Советская археология. — 1973. — № 2. — С. 226—237.
- Алихова А. Е. Постройки древнего города Мохши // Советская археология. — 1976. — № 4. — С. 166—179.